# Linia kolejowa nr 322
Linia kolejowa nr 322 – jednotorowa, normalnotorowa, niezelektryfikowana linia kolejowa znaczenia miejscowego w województwie dolnośląskim, łącząca posterunek odgałęźny Kłodzko Nowe ze stacją Stronie Śląskie. 
Linia jest nieużywana w ruchu pasażerskim. Aktualnie na linii prowadzony jest ruch towarowy (na odcinku do Ołdrzychowic Kłodzkich – Kopalnia Dolomitu).
We wrześniu 2022 wzdłuż linii rozpoczęły kursowanie autobusy Kolei Dolnośląskich, a rok później doszło do porozumienia między urzędem marszałkowskim a PKP PLK, w myśl którego nieeksploatowany w ruchu towarowym odcinek zostanie przekazany na 30 lat w nieodpłatne użytkowanie samorządowi wojewódzkiemu.

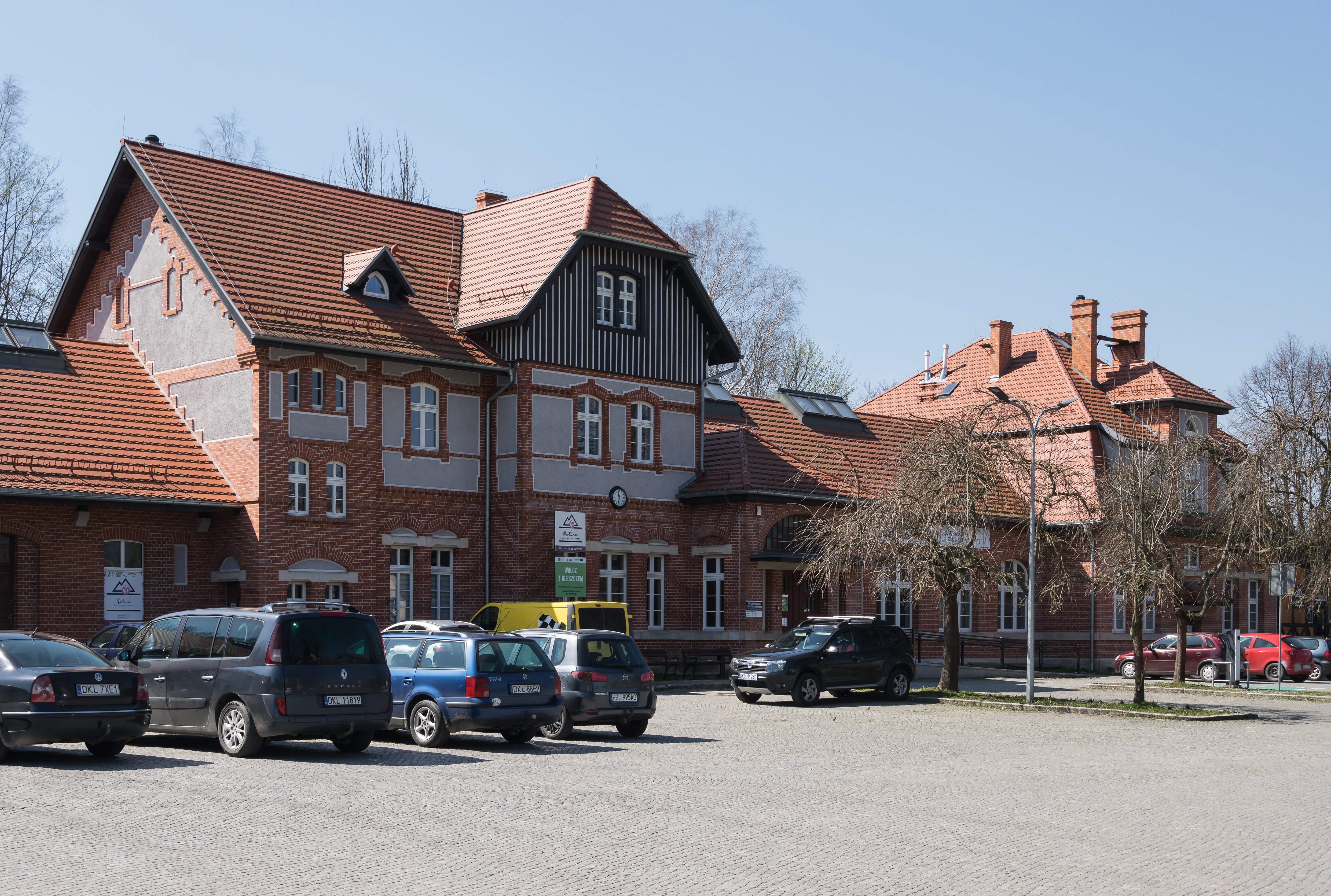
Stacja Lądek-Zdrój (2023)

## Historia linii
Linia kolejowa z Kłodzka do dzisiejszego Stronia Śląskiego została otwarta 14 listopada 1897 r. po trzech latach budowy. Zwana była Bieletalbahn lub Landecker Biele Bahn, czyli Kolej Doliny Białej Lądeckiej. Stacja końcowa linii przypisana była wówczas do wsi Schreckendorf, dzisiejszego Strachocina. Po II wojnie światowej wieś ta została wchłonięta przez intensywnie rozwijające się Stronie Śląskie, stąd dzisiejsza nazwa stacji.
Na linii powstały 64 obiekty drogowe, w tym zaledwie 2 mosty.

## Zastępcza komunikacja autobusowa
We wrześniu 2022 roku, na trasie Kłodzko Miasto - Stronie Śląskie wprowadzono zastępczą komunikację autobusową Kolei Dolnośląskich. Autobus zatrzymuje się na przystankach w tych samych wsiach i miastach, do których do 2004 roku dojeżdżały pociągi. Komunikacja zastępcza ma funkcjonować do zakończenia prac nad rewitalizacją linii kolejowej, które ma nastąpić w trzecim kwartale 2025 roku.

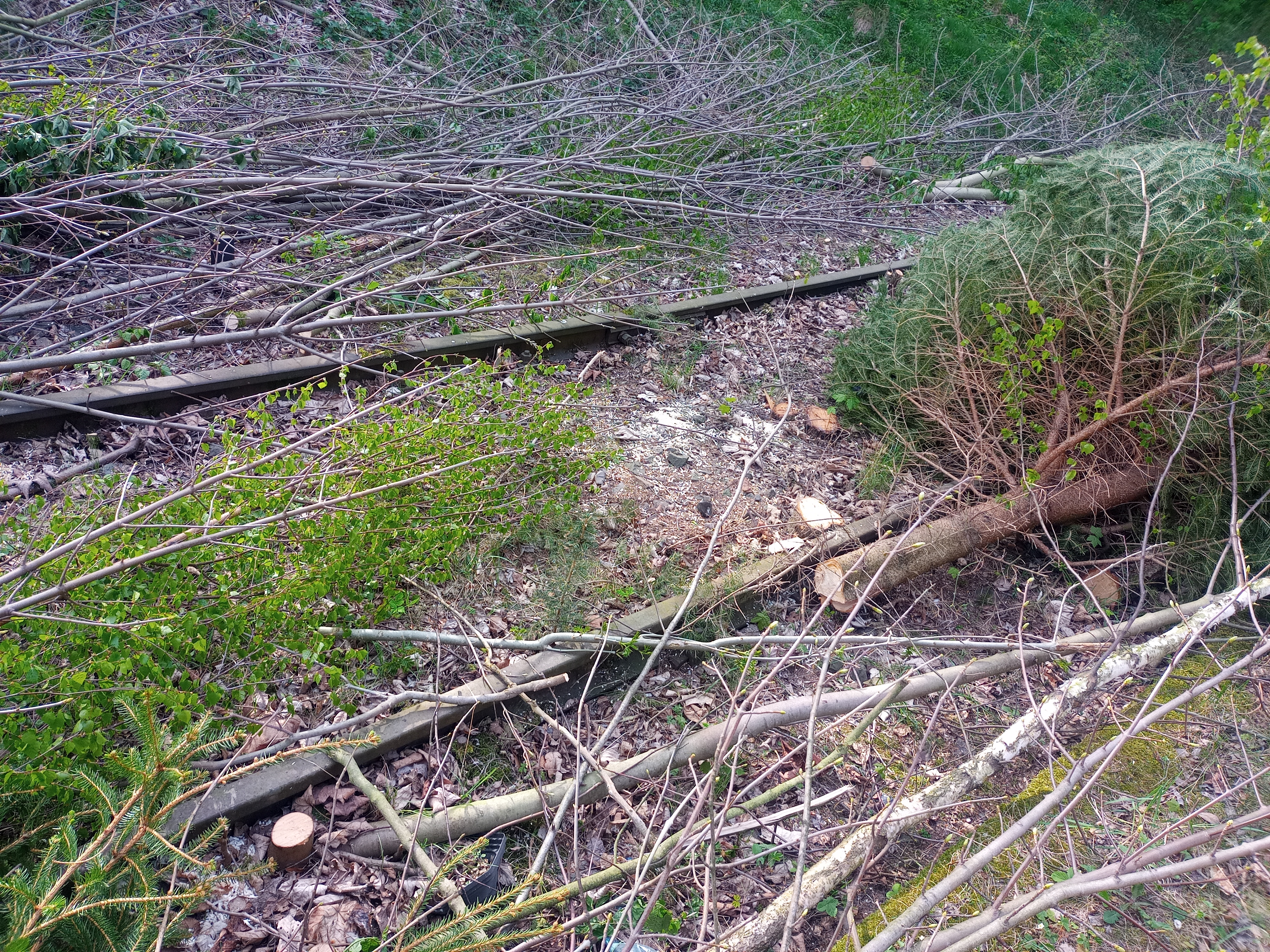
Stan torów kolejowych przy stacji Lądek Stójków po wycince zakrzaczeń

Prace nad rewitalizacją linii 322 rozpoczęto na początku kwietnia 2024 roku. Od stacji w Stroniu Śląskim zaczęto wycinać rosnące przez 20 lat - przy i na torach kolejowych - drzewa i krzewy. Działania podjęte na rzecz przywrócenia na te tory pociągów, są wynikiem uchwalenia przez radnych sejmiku dolnośląskiego budżetu na 2024 rok, w którym ujęto tę inwestycję. 